# 4687 Brunsandrej
4687 Brunsandrej је астероид главног астероидног појаса чија средња удаљеност од Сунца износи 3,107 астрономских јединица (АЈ).
Апсолутна магнитуда астероида је 12,3.